# آندراس دیتزیکر
آندراس دیتزیکر (انگلیسی: Andreas Dietziker؛ زادهٔ ۱۵ اکتبر ۱۹۸۲) دوچرخه‌سوار اهل سوئیس است.